# Daisuke Saito (fotbollsspelare född 1980)
Daisuke Saito (斉藤 大介 Saito Daisuke?), född 29 augusti 1980 i Osaka prefektur, är en japansk fotbollsspelare.
Saito började sin karriär 1999 i Kyoto Purple Sanga (Kyoto Sanga FC). Han spelade 202 ligamatcher för klubben. Med Kyoto Purple Sanga vann han japanska cupen 2002. 2008 flyttade han till Vegalta Sendai. Efter Vegalta Sendai spelade han för Tokushima Vortis, Tochigi SC, Kochi United SC och Ococias Kyoto AC. Han avslutade karriären 2018.